# Seu Sete da Lira
Exu das Sete Encruzilhadas Rei da Lira, conhecido também como Seu Sete da Lira é, segundo a Umbanda, uma manifestação de Exu, que seria incorporado pela mãe-de-santo Dona Cacilda de Assis, no início da década de 1970.
A entidade obteve destaque na mídia brasileira a partir da apresentação ao vivo, pela TV Globo (no programa do Chacrinha) e pela extinta TV Tupi, (Programa de Flávio Cavalcanti) de sessões que causaram viva polémica:
"Logo em seguida, no dia 29, último domingo de agosto [de 1971], aconteceu o episódio que mexeu de vez com a suscetibilidade e os brios dos partidários da censura. A disputada mãe-de-santo Dona Cacilda de Assis (que dizia receber o espírito do 'Seu Sete da Lira', um exu da Umbanda) transformou os estúdios da Globo e da Tupi em verdadeiros terreiros de espirita . 'Embora as apresentações diferissem,' relatou o Estado de São Paulo (3 Set. 1971, 4), 'o espetáculo em si foi o mesmo: os umbandistas de 'Seu Sete' invadiram o palco (baianas, cantores, pessoas bem vestidas, em 'relações públicas'...) num tumulto indescritível.' A Censura qualificou a apresentação de 'Seu Sete' de 'baixo espiritismo, exploração da crendice popular e favorecimento da propaganda do charlatanismo'; a Igreja [Católica], por intermédio do secretário geral da CNBB, declarou que a 'inclinação à transcendência do povo brasileiro' estava sendo utilizada por 'indivíduos sem escrúpulos, em atividades pseudo-religiosas' (Jornal da Tarde, 3 Set. 1971; apud Mira, 1995, 36)."
À época, afirmou-se que a então a primeira-dama D. Scylla Médici, esposa do presidente Emílio Garrastazu Médici, teria mergulhado em transe, enquanto assistia ao programa
Como consequência, ambas as emissoras de televisão assinaram um protocolo de auto-censura à época.
Cacilda de Assis mantinha um bloco carnavalesco chama Bloco da Lira, durante a década de 1960, onde desfilava incorporada com a entidade. Entre 1973 e 1983, a zeladora de santo se retirou da vida pública, reaparecendo em 1983.